# Guerras dacias
Las guerras dacias de Trajano (101-102 y 105-106) fueron dos cortos conflictos entre el Imperio romano y Dacia que tuvieron lugar durante el mandato del emperador Trajano.

## Antecedentes

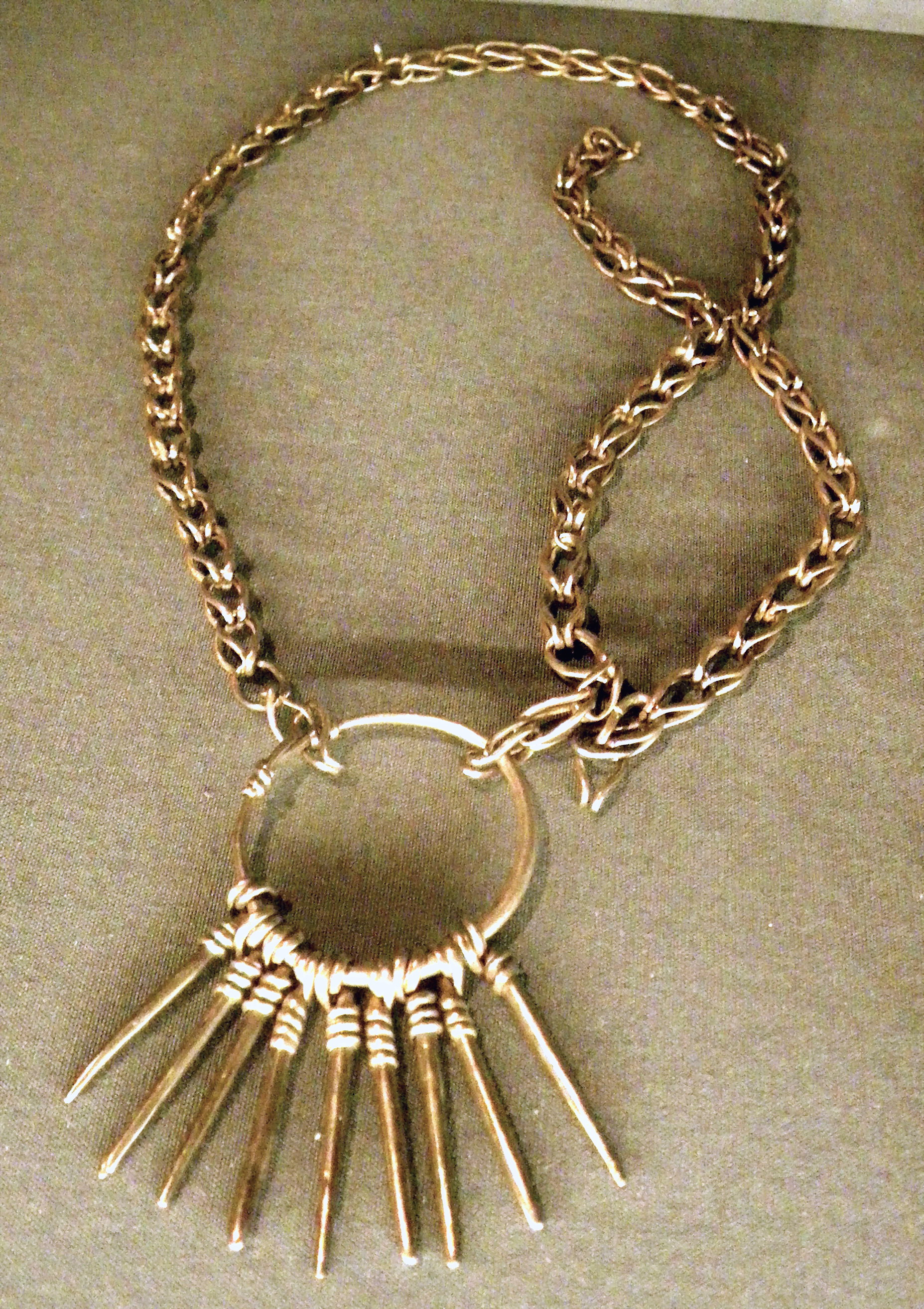
Oro dacio

Durante el siglo I, la política romana respecto a los países vecinos y a las amenazas potenciales era que estas debían ser contenidas pronto. En la época de Augusto, cuando los territorios al sur del Danubio fueron ocupados y convertidos en la provincia de Mesia, se firmaron varios tratados de alianza con el reino de los dacios, que fueron mantenidos por los siguientes emperadores y reyes dacios.
A finales de dicho siglo ascendió al trono dacio Decébalo, quien rompió el statu quo existente hasta entonces e inició una política agresiva, aliándose con los pueblos ubicados al norte y este de su reino.
En el año 85 Decébalo atacó Mesia y saqueó varios pueblos. Domiciano ordenó una inmediata campaña de castigo al mando de Cornelio Fusco, que terminó en un sonoro desastre en la primera batalla de Tapae. Tras el fracaso de Fusco, Domiciano lanzó otra expedición comandada por Lucio Tetio Juliano, que venció la resistencia dacia en la segunda batalla de Tapae, pero no pudo aprovechar mejor su victoria debido a las dificultades de la geografía local y la necesidad de reforzar el frente de Panonia amenazado por incursiones sármatas.
Domiciano se vio forzado a firmar una humillante paz y pagar tributo a los dacios. Para algunos historiadores, dicho tratado fue la causa de su posterior asesinato en el año 96.
A pesar de los compromisos a los que había llegado con los romanos, desde sus dominios se continuó acosando a las caravanas y flotas de comerciantes, llegando incluso a realizar actos de pillaje y saqueo de poblaciones fronterizas. Por todo esto, Dacia era vista por el Imperio romano como un enemigo potencial.
Además, en esa época, el Imperio romano estaba pasando por grandes dificultades económicas, principalmente por las costosas campañas militares emprendidas por toda Europa. Es probable que los recursos naturales de Dacia, en particular su oro, necesario para la acuñación de monedas, incitaran en parte el conflicto.

## La primera guerra

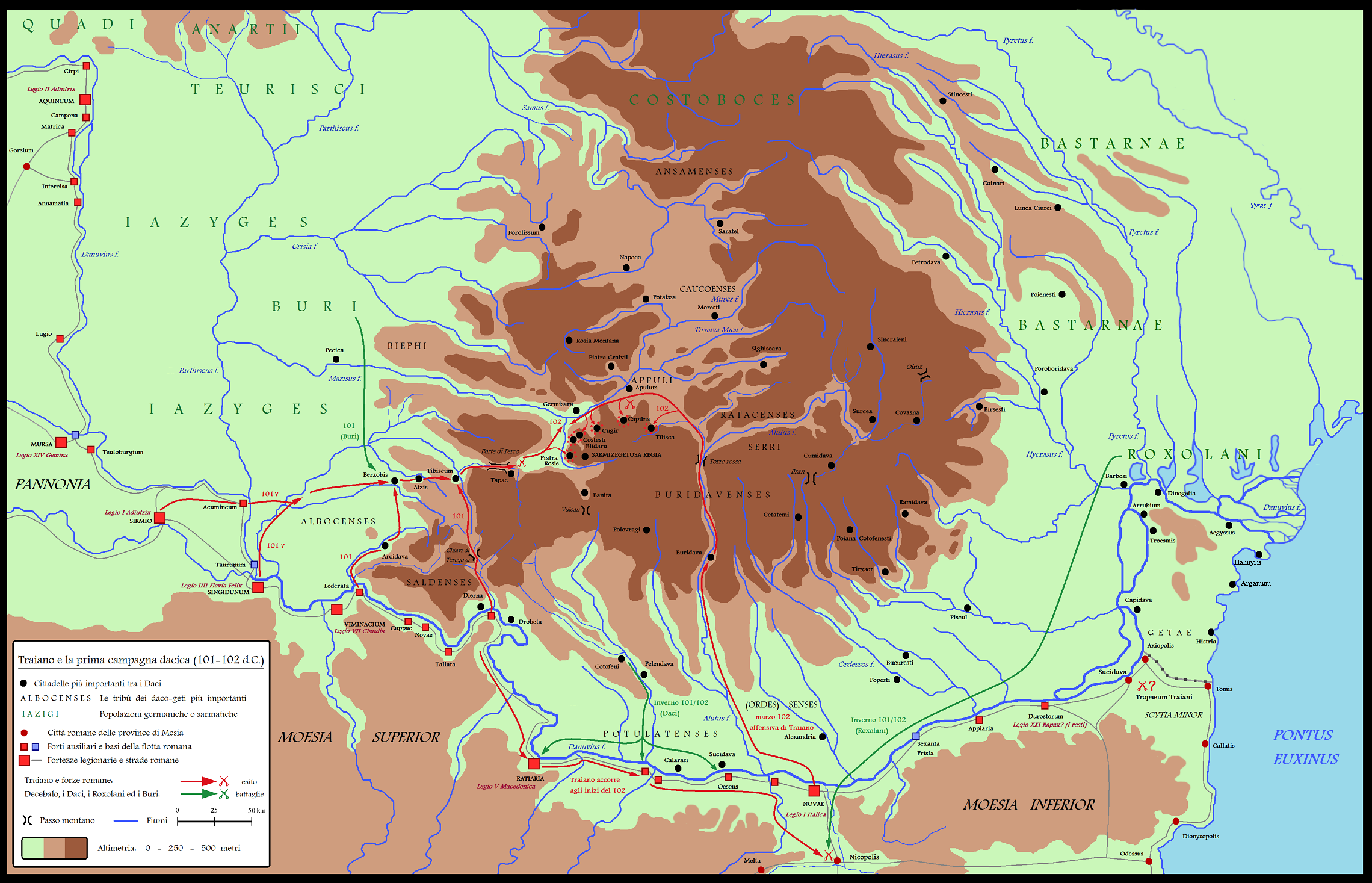
Mapa de la primera campaña de Trajano

Tras conseguir el consentimiento del Senado, en el año 101, Trajano estaba listo para avanzar sobre Dacia, preparando un enorme ejército, el más grande desde los tiempos de Augusto y que no se volvería a ver hasta la campaña de Marco Aurelio contra los germanos. Se componía de unas catorce legiones más vexillationes de varias otras, en total unos 150 000 hombres.
La estrategia romana consistía básicamente en aplastar cualquier resistencia de sus enemigos con el poder de sus legiones para luego iniciar el proceso de romanización de la nueva provincia, aliándose con jefes locales e imponiendo su organización administrativa y obras públicas.
Trajano partió de Sirmio con una fuerza de siete legiones y cuarenta y una cohortes auxiliares mixtas de infantería y caballería más algunas vexillationes. En total cerca de 86 000 hombres. Marcha sobre Tapae, donde está atrincherado Decébalo. Brillantemente logra neutralizar la trampa que le habían preparado los dacios y sármatas en el estrecho paso montañoso.
Trajano empezó entonces a avanzar hacia Sarmizegetusa; Decébalo lanzó un ataque contra Moesia con la intención de que parase su ofensiva. El emperador tuvo que cancelar su ofensiva e ir a derrotar la incursión bárbara, lo que se logró definitivamente en la batalla de Adamclisi. Tras esta nueva derrota Decébalo no pudo más que retroceder hacia el interior de su país, mientras que Trajano procedió a asediar Sarmizegetusa. Con esto finalmente el rey dacio se rindió y aceptó las condiciones impuestas por los romanos. Dacia quedó convertida en un Estado tributario y aliado de Roma, motivo por el cual varias legiones fueron apostadas en su territorio asegurando el dominio romano.

## La segunda guerra

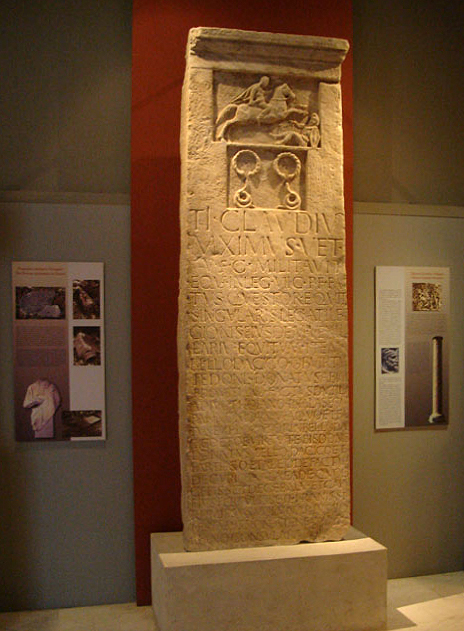
Inscripción funeraria de Tiberio Claudio Máximo, jinete del Ala II Pannoniorum, quien estuvo a punto de capturar a Decébalo, suicidándose el rey dacio para evitar ser hecho prisionero y entregado a Trajano.

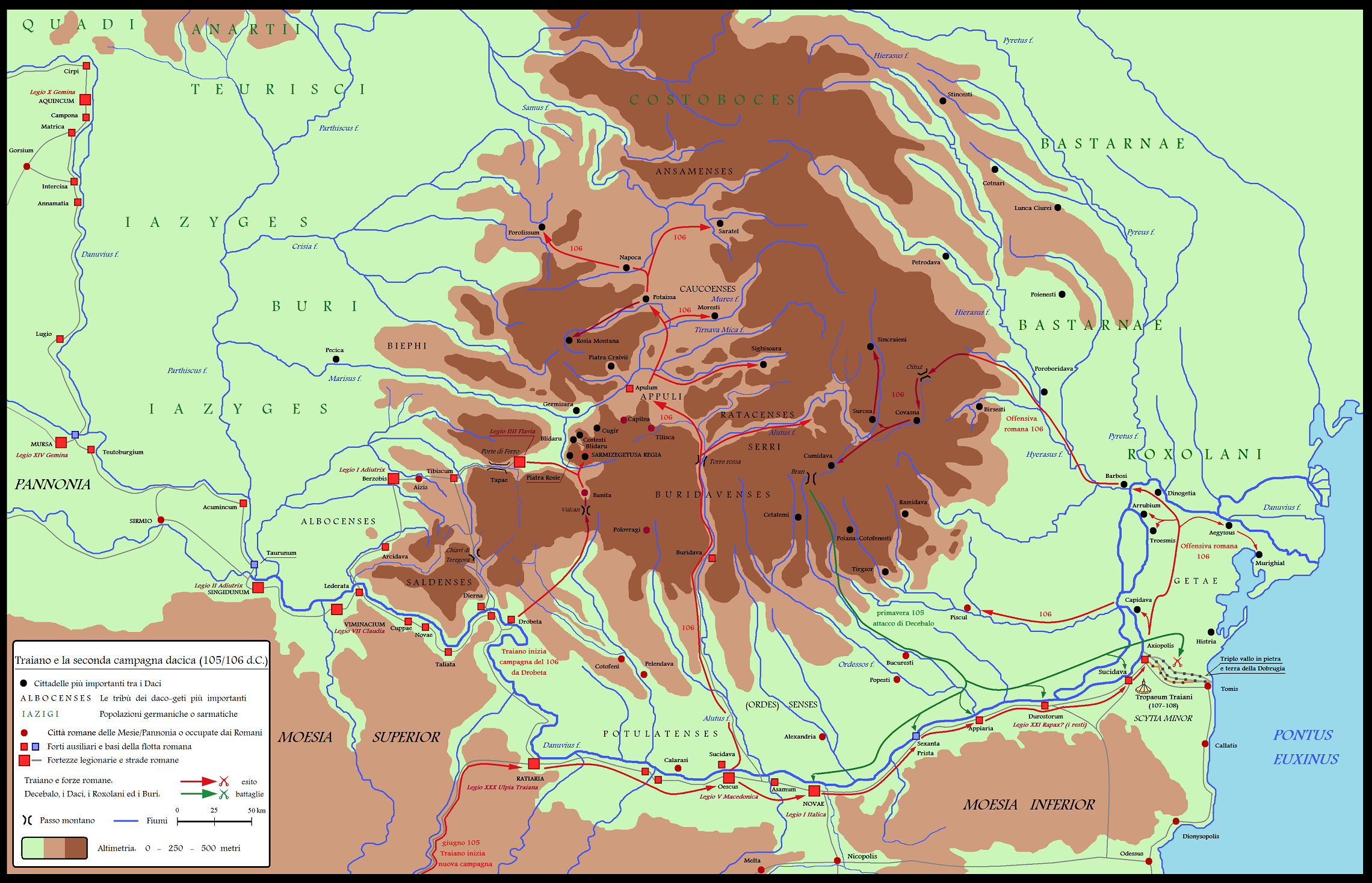
Mapa de la segunda campaña de Trajano

Al poco tiempo de su sometimiento, Decébalo volvió a lanzar ataques contra Mesia y las colonias romanas, incitando a las tribus dacias a rebelarse. Corría la primavera del año 105 y Trajano volvió a reunir sus fuerzas, esta vez para la conquista definitiva de Dacia. Los romanos empezaron lentamente a tomar posiciones y forzaron nuevamente con éxito el paso de Tapae.
En el verano del año siguiente Trajano inició su campaña final contra los dacios. Tres fuerzas romanas avanzaron desde el Danubio: una, al mando personal del emperador, partió desde Drobeta y ocupó Tapae, pasando a asediar la capital dacia. Los locales rechazaron el primer ataque romano pero finalmente la ciudad cayó, resultando saqueada y quemada. Decébalo logró escapar. Las otras columnas romanas partieron de Oescus y Axiopolis atacando el centro y este de Dacia, respectivamente. Al igual que la primera columna, estas también avanzaron arrasándolo todo a su paso.
Finalmente Decébalo, perseguido de cerca por los romanos, se suicidó para evitar su captura. Gracias a la traición de Bicilis, un confidente del rey dacio, Trajano encontró el tesoro del rey enemigo cerca del río Sargetia, tesoro que ascendía, según la evaluación de Jérôme Carcopino, a 165 500 kg de oro y 331 000 kg de plata. El avance romano continuó, pero la campaña se dio por finalizada con la toma de Porolissum, un enclave de resistencia ubicado en el norte de Dacia.

## Consecuencias

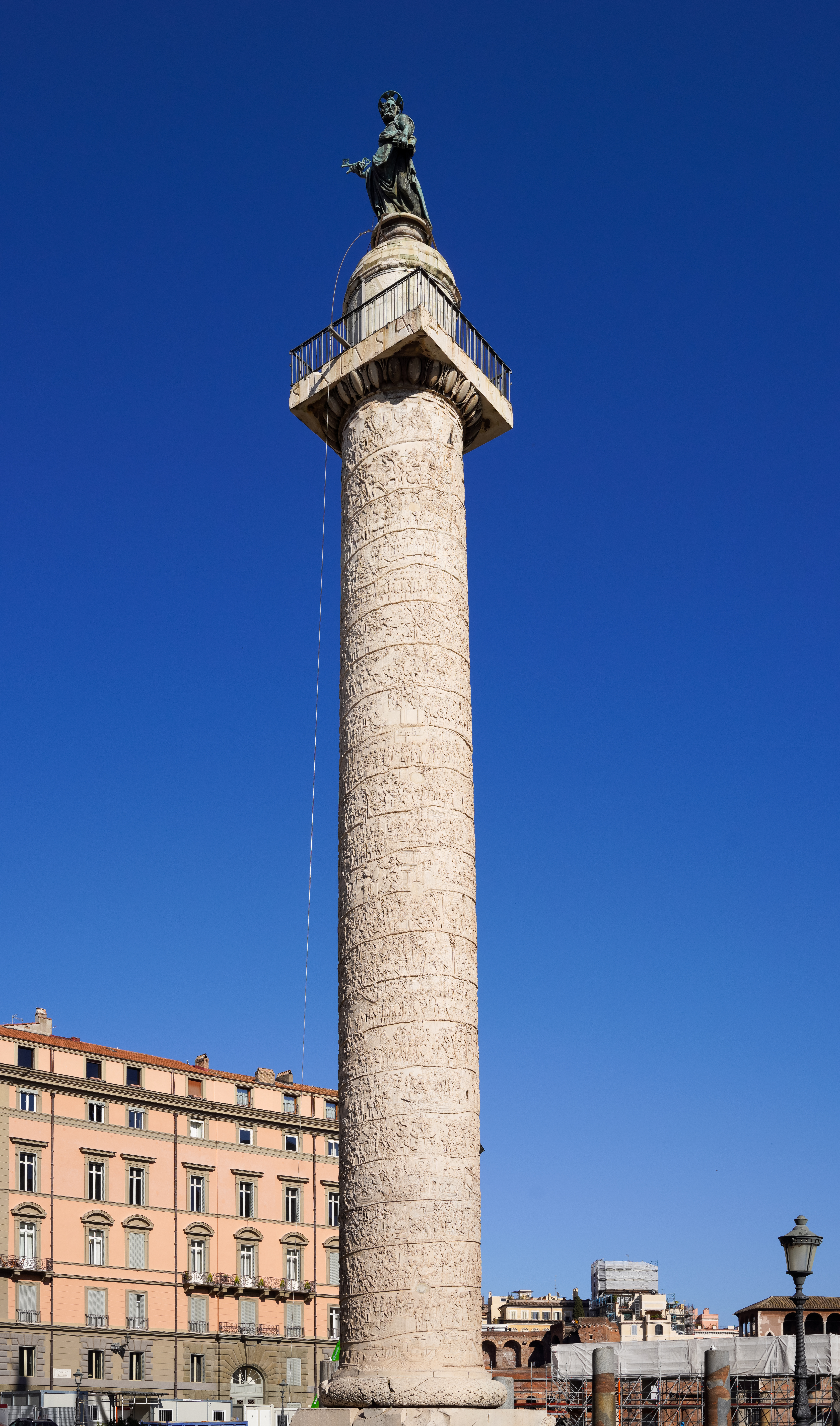
Columna de Trajano en el Foro de Trajano de Roma, erigida en conmemoración de las victorias de este emperador en Dacia, para servir como mausoleo para sus cenizas.

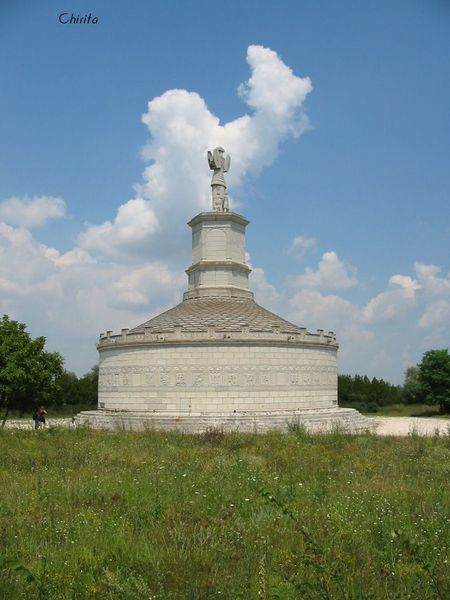
Tropaeum Traiani. Monumento conmemorativo erigido por Trajano en 109 en la Dobruja meridional para conmemorar su victoria sobre los dacios en la batalla homónima.

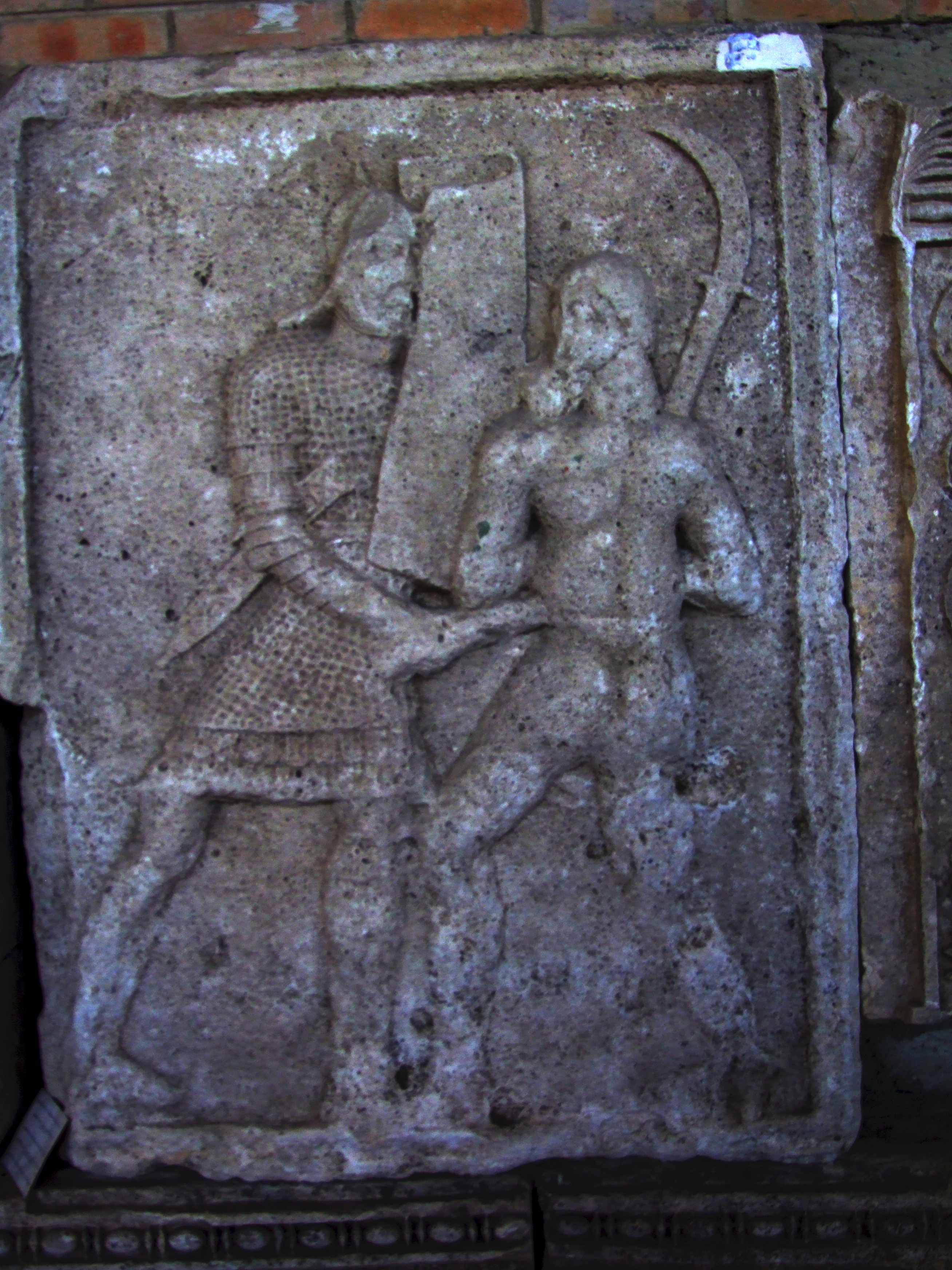
Metopa del Tropaeum Traiani en Adamclisi (Rumanía) en el que aparece un legionario romano clavando su gladius en un guerrero dacio desnudo y con su típica espada larga curva (falx).

Las guerras fueron un gran éxito para el Imperio romano. Trajano ordenó un total de ciento veintitrés días de celebraciones en todo el territorio imperial, durante las cuales murieron además 10 000 gladiadores en los espectáculos realizados en el Coliseo. También inició un inmediato proceso de colonización, atrayendo a varios miles de ciudadanos romanos, en su mayoría itálicos, a habitar en ella. La población dacia, en cambio, se vio muy mermada; la mayoría murió o fue esclavizada (los historiadores hablan que hasta medio millón de dacios fueron vendidos como esclavos) y muchos de los sobrevivientes escaparon a las zonas fronterizas del reino, donde pasaron a llamarse los "dacios libres", presentando siempre problemas a los romanos, aunque nunca de importancia excepto durante los años 160 en alianza con otros pueblos.
La conquista reportó una inmediata ganancia para el Estado de dos mil setecientos millones de sestercios; además, a largo plazo quedaron aseguradas las ricas minas del oeste de Dacia, que proporcionaron grandes ingresos fiscales al Imperio.
Aunque las campañas resultaron muy costosas, las altas ganancias generadas por las minas locales y la venta masiva de esclavos dacios pagaron con creces los costos. Gracias a esto Trajano pudo iniciar un enorme programa de edificaciones públicas y servicios sociales, que le dio un gran apoyo de la población.
Para asegurar la defensa de la nueva provincia, ya que estaba bastante abierta a los movimientos de pueblos de la gran llanura europea, particularmente germanos y sármatas, se instalaron dos unidades legionarias, la Legio XIII Gemina en Potaissa y la Legio I Italica en Novae. Dacia también sirvió como contención de las invasiones bárbaras, impidiendo un contacto inmediato entre estos pueblos y las ricas provincias del interior del imperio.
La campaña de Dacia fue asimismo la última campaña importante de conquista con éxito del Imperio romano. A partir de entonces, los sucesores de Trajano empezaron a optar por tomar una política exterior defensiva.